# هيروشي كومي
هيروشي كومي (باليابانية: 久米宏؛ بالكانا: くめ ひろし) هو صحفي ياباني، ولد في 14 يوليو 1944 في أوراوا ‏ في اليابان.

## وصلات خارجية
- الموقع الرسمي
- هيروشي كومي على موقع IMDb (الإنجليزية)